# Bełodoł
Bełodoł (bułg. Белодол) – wieś w Bułgarii, w obwodzie Burgas, w gminie Pomorie. W 2023 roku liczyła 466 mieszkańców.